# Philautus similipalensis
Espèce
Statut de conservation UICN

 DD  : Données insuffisantes
Philautus similipalensis est une espèce d'amphibiens de la famille des Rhacophoridae.

## Répartition
Cette espèce est endémique de l'État d'Odisha en Inde, dans le nord des Ghâts orientaux. Elle a été découverte à une altitude d'environ 770 m,.

## Étymologie
Son nom d'espèce, composé de similipal et du suffixe latin -ensis, « qui vit dans, qui habite », lui a été donné en référence au lieu de sa découverte, le parc national de Simlipal.

## Publication originale
- Dutta, 2003 : A new species of rhacophorid frog is described from the proposed Similipal Biosphere Reserve, Orissa, in southeastern India. Russian Journal of Herpetology, vol. 1, no 1, p. 25-32.